# Somera celebesa
Somera celebesa är en fjärilsart som beskrevs av Alexander Schintlmeister. Somera celebesa ingår i släktet Somera och familjen tandspinnare. Inga underarter finns listade i Catalogue of Life.